# 4317 Garibaldi
4317 Garibaldi (1980 DA1) là một tiểu hành tinh nằm phía ngoài của vành đai chính được phát hiện ngày 19 tháng 2 năm 1980 bởi Zdeňka Vávrová ở Klet.